# النجار (مكيراس)

تعديل مصدري - تعديل

النجار هي إحدى قرى عزلة مكيراس بمديرية مكيراس التابعة لمحافظة البيضاء، بلغ تعداد سكانها 96 نسمة حسب تعداد اليمن لعام 2004.